# ラス・クンブレス
ラス・クンブレス(スペイン語：Las Cumbres)は、パナマのパナマ県の都市。
2010年の人口は12万7440人で、国内3位。

## 概要
パナマ県のパナマ地区にある都市である。

## 地理

### 人口
- 1990年5月13日：4万1743人
- 2000年5月15日：9万368人
- 2010年5月16日：12万7440人